# Barbie și al ei Pegasus Magic
Barbie și al ei Pegasus Magic (engleză Barbie and the Magic of Pegasus) este un film de animație produs de Rainmaker Entertainment pentru Mattel, regizat de Greg Richardson, și lansat de Lionsgate Home Entertainment în anul 2005 în Statele Unite ale Americii.